# ニンフェット
ニンフェット（nymphet）とは、ウラジーミル・ナボコフ著の小説ロリータ(1955)において、主人公のハンバート・ハンバート博士が9歳から14歳の少女を指すとして用いている言葉である。
ニンフ (Nymph) を語源とする用語であり、その言葉には性的な意味が込められている。女性の性欲過多、多淫症をニンフォマニア（Nymphomania）と呼ぶが、英語のNymphにはそうした抗いがたい性的魅力を持つものというニュアンスがある。
ニンフェットもそうした意味合いを含んでおり、9歳から14歳までの少女をさす語ではあるが、異性を引きつける性的な特徴を (心理学的な要素を含めて) なんら示さない女児には用いられない。ニンフェットはその2倍も何倍も年上の魅せられた者に対してのみ、人間ではなくニンフの本性を現すような乙女である。男性がニンフェットの魔力に屈するには乙女と男との間に年齢差が必要であり、それは10歳差以下ではなく、一般的には30～40歳差だが、90歳差の例もあるとしている。
この年齢差は焦点調節の問題で、内なる目が乗り越えようと興奮する距離であり、倒錯した歓喜の感情をもって認識する対象の問題であるとする。例えば、ハンバートとアナベルが子ども同士ならば年齢的に同格であり当時のアナベルはニンフェットではない。しかし、29年後の1952年9月(1910年生まれなので41歳か42歳)に思い返せば当時のアナベルが最初のニンフとして見いだせるとしている。つまり、ニンフェットには強烈な至福を感じ、解剖学的に同じ女性でも時間概念によって両者は全く異なるという。
ニンフェットという語は「ロリータ」が初出ではなく、The Century Dictionary (en) に見出しで出ており、 "a little nymph" という意味で、ドレイトン (en) の1612年の詩集ポリ・オルビオン (en) で "Of the nymphets sporting there In Wyrrall, and in Delamere." として見られるのが確認できる。

## ニンフェットの定義
- 性別:女性
- 年齢:9歳～14歳
- 対象:11歳以上年上(20歳～25歳)の男性、一般的には30歳年上(39歳～44歳)か40歳年上(49歳～54歳)で90歳年上(99歳～104歳)の例もある。且つ、魅せられた者。15歳以上との交際や結婚をしていたり、ニンフェットに手出しをするかどうかは関係ない。
- 判断基準:見目麗しさは判断基準にならず、下品でもその特徴を必ずしも損なうとは限らない。この世のものとは思えぬ優雅さ、つかみどころがなく変幻自在、魂を粉砕してしまうほどの邪悪な魅力がそうでないものとを分かつ。人間ではなくニンフ(悪魔)の本性を現すような乙女。健全な子供たちに紛れ込んでおり周囲に悟られる事は無く自覚も無い。
- 人数:圧倒的に少ない

## 関連する用語
ナボコフは「ロリータ」中で、ニンフェットの他にも新しい語をハンバート博士に提唱させている。

### フォーンレット
フォーンレット (faunlet) は、ニンフェットと同世代の男児を指す。ローマ神話のファウヌスに由来する。小説中には２回しか現れない。

### ニンフォレプト
9〜14歳の少女の中から、ニンフェットとそうでない少女を区別 (discern、識別する、見分ける) する人のことをニンフォレプト (nympholept) と呼んでいる。小説中では、学校やガールスカウトの集合写真を見て、その中から「かすかに猫に似た頬骨の輪郭」「生毛の生えたすらりとした手足」「ここに列挙することもかなわぬその他の指標」といった消しようのないしるしを手掛かりにしてニンフェットを指す事ができる、とされている。